# Oospila flavilimes
Oospila flavilimes là một loài bướm đêm trong họ Geometridae.